# Minotaur (Schiff, 1793)
Die HMS Minotaur war ein englisches 74-Kanonen-Linienschiff der Leviathan-Klasse, das 1793 vom Stapel lief und an drei bedeutenden Seeschlachten teilnahm. Sie wurde nach dem Vorbild der erbeuteten französischen Courageux gebaut und strandete 1810 an der holländischen Küste.

## Geschichte
Der erste Kommandant der Minotaur war Captain Thomas Louis, unter dem sie auch an der Schlacht von Abukir teilnahm. Zuvor verfolgte nach dem 1. Juni 1794 der Flottenverband von Konteradmiral George Montagu, dem die Minotaur zugeteilt war, einen französischen Verband unter Konteradmiral Cornice bis in die Bucht von Bertheaume und blockierte ihn dort, bis die französische Flotte unter Admiral Villaret-Joyeuse die britischen Schiffe einzuschließen drohte. Daraufhin zog Montagu sich zurück und versegelte nach England. 1798 in der Schlacht von Abukir entsetzte Kapitän Louis mit der Minotaur das Flaggschiff Admiral Nelsons, die HMS Vanguard, indem sie die französische Aquilon angriff und schließlich, zusammen mit der HMS Theseus, eroberte. Dafür erhielt Kapitän Louis den persönlichen Dank Nelsons. Die Minotaur hatte in diesem Gefecht Verluste von 23 Gefallenen und 64 Verwundeten.
Im Jahre 1800 war die Minotaur Flaggschiff von Vizeadmiral Keith bei der Belagerung von Genua. Drei Jahre später übernahm Kapitän Charles J. M. Mansfield das Kommando über die Minotaur, das er bis 1807 behielt. Unter ihm diente sie in der Kanalflotte und führte dabei für wenige Tage die Admiralsflagge von Admiral Collingwood, als dessen Flaggschiff HMS Venerable zur Ergänzung von Vorräten nach Portsmouth einlief.
In der Schlacht von Trafalgar 1805 gehörte sie zu Admiral Nelsons Schlachtreihe und kam erst Stunden nach Kampfbeginn in Reichweite. Zusammen mit der in der Formation hinter ihr stehenden Spartiate, dem Schlussschiff der luvseitigen Schlachtreihe, kämpfte sie die spanische Neptuno nieder, die als Prise genommen wurde. Dabei kam sie erneut Nelsons Flaggschiff, hier der Victory, zu Hilfe. Kapitän Mansfield erhielt nach der Schlacht einen Degen und eine Goldmedaille für seine Tapferkeit. Die Neptuno wurde jedoch von ihrer Besatzung zurückerobert und ging anschließend verloren.
1806 trug die Minotaur für ein paar Monate die Flagge von Konteradmiral Purvis, dem Stellvertreter von Admiral Collingwood im Mittelmeer. Unter der Flagge Konteradmiral William Essingtons war die Minotaur dabei, als Admiral Gambier im Jahre 1807 Kopenhagen bombardierte. Sie war dabei das Flaggschiff.

## Havarie
Kapitän John Barrett, der die Minotaur bereits im November 1807 für kurze Zeit geführt hatte, übernahm sie 1809 erneut. Unter seinem Kommando war sie im Dezember 1810 auf dem Weg von Göteborg nach England. Dabei strandete sie in schwerem Sturm vor der holländischen Küste bei der niederländischen Insel Texel. Von der Besatzung wurden ein Leutnant, acht Midshipmen und etwa hundert Mannschaften gerettet und gefangen genommen, alle anderen einschließlich Kapitän Barrett kamen um. Nach der Strandung wurden in England Vorwürfe erhoben, die Niederländer hätten keine Anstrengung zur Rettung der Schiffbrüchigen unternommen, obwohl dies möglich gewesen wäre.

### Gemälde
Die Strandung der Minotaur galt als das Sujet eines Gemäldes des englischen Malers William Turner, das dieser 1810 fertiggestellt, jedoch schon fünf Jahre zuvor begonnen hatte. Es stellte ursprünglich das Scheitern eines beliebigen Handelsschiffes dar, wurde aber im Zuge der Erregung nach der Havarie als Bild der Strandung der Minotaur bekannt. Inzwischen ist es eher als „Wrack eines Handelsschiffes“ bekannt.

## Flagge
Elf Tage vor der Schlacht von Trafalgar ordnete Admiral Nelson für seine Schiffe an, im Gefecht neben dem White Ensign am Heck einen Union Jack am Vormast zu setzen, um damit Freund- und Feindschiffe besser voneinander unterscheiden zu können. Die von der Minotaur geführte Flagge wurde nach der Schlacht von dem Steuermannsmaat Stephen Hilton als Trophäe mitgenommen. Hilton starb 1872 in Selling in Kent. 1930 schenkten seine Nachfahren diese und eine weitere Flagge, die Österreichische Nationale der spanischen Neptuno, die Hilton ebenfalls von Trafalgar mitgebracht hatte, der St. Mary’s Church. Als die Kirche im Jahr 2011 überlegte, die zu der Zeit eingelagerten Flaggen zu verkaufen, entspann sich eine Debatte über den Verkauf und die Aussicht, die Flaggen könnten in private Sammlerhände geraten. Eine Untersuchung ergab, dass die Flaggen eine weitere Hängung in der Kirche nicht überstehen würden. Letztlich wurden beide Flaggen an das National Maritime Museum verkauft. Für St. Mary’s wurde eine Replika angefertigt, während das Original in der 2013 eröffneten Nelson Galerie des Museums ausgestellt ist.